# Barchfeld-Immelborn
Barchfeld-Immelborn è un comune tedesco situato nel Land della Turingia.